# Geert Adriaans Boomgaard
Geert Adriaans Boomgaard (Groninga, 21 settembre 1788 – Groninga, 3 febbraio 1899) è stato un militare e supercentenario olandese, vissuto fino all'età di 110 anni e 135 giorni, ultimo veterano certificato delle guerre napoleoniche e ultimo veterano in vita che ha ricevuto la Medaglia di Sant'Elena.

## Biografia
Boomgaard nacque nel 1788 a Groninga, nella Repubblica delle Sette Province Unite. Suo padre Adriaan Jacobs era capitano di una nave e varie fonti riferiscono che questa fu anche la professione di Geert. Dopo l'occupazione napoleonica della Repubblica Batava e la trasformazione nel Regno dei Paesi Bassi nel 1806, prestò servizio nella Grande Armata di Napoleone fino al 1815. Il 4 marzo 1818 sposò in prime nozze Stijntje Bus; rimasto vedovo, contrasse il 17 marzo 1831 un secondo matrimonio con Grietje Abels Jonker. Per la partecipazione alle Guerre Napoleoniche venne onorato della Medaglia di Sant'Elena.

### Primo supercentenario
Eccettuato il controverso Thomas Peters, è il primo supercentenario ufficialmente riconosciuto, come risulta anche dall'atto di morte.